# Ennio De Concini
Ennio De Concini (n. 9 decembrie 1923, Roma, Regatul Italiei – d. 17 noiembrie 2008, Roma, Italia) a fost un scenarist și regizor de film italian, care a câștigat Premiul Oscar pentru cel mai bun scenariu original pe anul 1962 pentru filmul Divorzio all'italiana.

## Biografie
Autor deosebit de fecund, Ennio De Concini a scris mai mult de 150 de scenarii pentru diverse genuri de filme, de la filme istorico-literare la filme mitologice și de groază, de la drame la comedii în stil italian. A fost autorul scenariilor primelor trei miniseriale ale serialului de televiziune Caracatița (1984-1987). Deși cu mai puțin succes, a regizat câteva filme de cinema (Gli 11 moschettieri -1952; Daniele e Maria și Gli ultimi 10 giorni di Hitler - 1973) și de televiziune (Luisa - Quattro storie di donne - 1987) și a produs, de asemenea, filmul Le gladiatrici (1963) al lui Antonio Leonviola. A fost singurul scenarist italian care a colaborat cu regizorul Stanley Kubrick.

## Filmografie parțială

### Scenarist
- Amo un assassino, regie: Baccio Bandini (1951)
- I tre corsari, regie: Mario Soldati (1952)
- Jolanda, la figlia del Corsaro Nero, regie: Mario Soldati (1952)
- Il grido, regie: Michelangelo Antonioni (1957)
- La ragazza del Palio, regie: Luigi Zampa (1957)
- Hercule (Le fatiche di Ercole), regie: Pietro Francisci (1958)
- La rivolta dei gladiatori, regie: Vittorio Cottafavi (1958)
- Un maledetto imbroglio, regie: Pietro Germi (1959) - Nastro d'argento pentru cel mai bun scenariu
- Ercole e la regina di Lidia, regie: Pietro Francisci (1959)
- La regina delle Amazzoni, regie: Vittorio Sala (1960)
- Saffo, venere di Lesbo di Pietro Francisci (1960)
- La maschera del demonio, regie: Mario Bava (1960)
- Messalina, Venere imperatrice, regie: Vittorio Cottafavi (1960)
- Le legioni di Cleopatra, regie: Vittorio Cottafavi (1960)
- Costantino il Grande, regie: Lionello De Felice (1960)
- La lunga notte del '43, regie: Florestano Vancini (1960)
- Romulus și Remus, regie: Sergio Corbucci (1961)
- Colosul din Rodos (Il colosso di Rodi), regie: Sergio Leone (1961)
- Il Pianeta degli uomini spenti, regie: Antonio Margheriti (1961)
- Divorzio all'italiana, regie: Pietro Germi (1961) - Premiul Oscar pentru cel mai bun scenariu original pe anul 1962
- L'attico, regie: Gianni Puccini (1962)
- Jessica, regie: Jean Negulesco (1962)
- Italiani brava gente, regie: Giuseppe De Santis (1964)
- La guerra segreta (The Dirty Game), regie: Christian-Jaque, Werner Klingler, Carlo Lizzani și Terence Young (1965)
- L'ombrellone, regie: Dino Risi (1965)
- Operazione San Gennaro, regie: Dino Risi (1966)
- Fai in fretta ad uccidermi... ho freddo!, regie: Francesco Maselli (1967)
- La pecora nera, regie: Luciano Salce (1968)
- I bastardi, regie: Duccio Tessari (1968)
- Uno scacco tutto matto, regie: Roberto Fizz (1968)
- L'arciere di fuoco, regie: Giorgio Ferroni (1971)
- Caracatița (La piovra), regie: Damiano Damiani - miniserial TV (1984)
- Caracatița 2 (La piovra 2), regie: Florestano Vancini - miniserial TV (1986)
- Caracatița 3 (La piovra 3), regie: Luigi Perelli - miniserial TV (1987)
- Il sole buio, regie: Damiano Damiani (1990)
- Caldo soffocante, regie: Giovanna Gagliardo (1991)
- Vita coi figli, regie: Dino Risi - miniserial TV (1991)
- Marcellino pane e vino (1992)

### Producător de film
- Le gladiatrici, regie: Antonio Leonviola (1963)

### Regizor
- Gli 11 moschettieri (1952)
- Daniele e Maria
- Gli ultimi 10 giorni di Hitler (1973)
- Luisa - Quattro storie di donne (1987)

## Legături externe
- Ennio De Concini la Internet Movie Database
- Ennio De Concini, pe CineDataBase, Rivista del cinematografo.
- Ennio De Concini, pe AllMovie, All Media Network.
- Ennio De Concini, pe filmportal.de.
- Ennio De Concini Arhivat în 18 octombrie 2018, la Wayback Machine., pe Find a Grave.